# Control Data Corporation
Control Data Corporation (CDC) var en tillverkare av superdatorer. Under större delen av 1960-talet byggde CDC världens snabbaste datorer, och förlorade superdatortronen först under 1970-talet till ett spin-off-bolag bildat av Seymour Cray då han lämnade CDC för att starta Cray Research, Inc. (CRI). CDC var en av de nio stora datortillverkarna under större delen av 1960-talet; de andra var IBM, Burroughs Corporation, DEC, NCR, General Electric, Honeywell, RCA, och UNIVAC. CDC var välkänt och högt respekterat i hela datorindustrin en gång i tiden, men idag är CDC nästan helt bortglömt.
I Sverige hade företaget sitt kontor på Österögatan i Kista, i två byggnader som uppfördes åt företaget 1979. Sedan år 2023 har internetleverantören Bahnhof datahall och kontor i byggnaderna.